# Saku (Nagano)

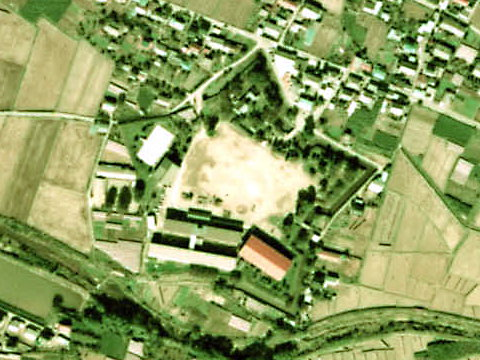
Fotografía aérea del Castillo de Tatsuoka-dzyou.

La ciudad de Saku (佐久市 Saku-shi?) está situada en el este de la Prefectura de Nagano, Japón. Tiene una población estimada de 100.979 habitantes (de acuerdo con el censo de 2005) y una superficie total de 423.99 km².
El 1 de abril de 1961 (Showa36) se funda la "Vieja ciudad de Saku" a raíz de la fusión de los pueblos o aldeas de Asama-Machi y Higashi-Mura, (ambos en el distrito de el Distrito de Kita(Norte)-Saku) y Nozawa-Machi y Nakagomi-Machi (Distrito de Minami(Sur)-Saku).
La "Nueva Ciudad de Saku" fue fundada el 1 de abril de 2005 (Heisei17), con la fusión de la vieja ciudad y Mochiduki-Machi, Asasina-Mura (Distrito de Kita-Saku) y Usuda-Machi (Distrito de Minami-Saku　se).
El Río Chikuma corre de sur a norte por el centro de la ciudad.　
La ciudad está comunicada por la autopista de Dzyou-Shin-Estu, que va desde la Ciudad de Fujioka en la prefectura de Gunma hasta la Ciudad de Chikuma. La estación más cercana está en Sakudaira a la que se tarda una hora desde Omiya en Nagano-Shinkansen que corre de este a noroeste en la ciudad.
Por recente algunos años el juego de lanzar balones durante la Semana de Oro.
La ciudad de Saku posee el Castillo de Tatsuoka-dzyou que es uno de dos estrella fuerte en Japón. En el área de Usuda, hay el radiotelescopio con un diámetro de 64m está el más grande de Asia ahora.